# Fathia Ali Bouraleh
Fathia Ali Bouraleh (arabisch فتحية•علي بورالي, geb. 14. Oktober 1987) ist eine ehemalige Sprinterin aus Dschibuti. Fathia Ali Bouraleh trat bei den Olympischen Spielen 2008 in Peking an.

## Leben
Fathia Ali Bouraleh erzählte, dass sie das Rennen gelernt habe, weil sie eine Diebin war, als sie jünger war. Sie begann das Leichtathletiktraining 2004 in der Highschool. Dort gewann sie einen Wettbewerb und machte solchen Eindruck auf ihren Trainer, dass er sie einlud, zwei Mal wöchentlich zu trainieren. Er gab ihr auch Laufschuhe und versprach sie bei den Schulaufgaben zu unterstützen. Sie trainierte im Stadion, weil beim Training auf der Straße die Menschen Steine nach ihr warfen und sie beschimpften, obwohl sie lange Hosen und einen Schleier trug. Ihr Spitzname ist „Mama“ und wenn Zuschauer Fathia beleidigten, riefen ihre Teamkollegen zurück: „Beleidigt nicht unsere Mama!“
Bei den Olympischen Spielen 2008 war sie die zweite Athletin, die für Dschibuti an den Start ging. Sie nahm am Wettbewerb über 100 m Teil und kam im Vorlauf auf Platz 8. Zunächst unterlief ihr ein Fehlstart. Im zweiten Versuch lief sie eine Zeit von 14,29 s, eine ihrer schlechteren Leistungen. Sie nahm am Wettkampf mit dem Schleier teil.
Fathia Ali Bouraleh arbeitet zusammen mit Cintia Guzman als Trainerin für den Club Girls Run 2 und lebt in der Hauptstadt Dschibuti. Neben ihrer Arbeit als Trainerin kümmert sie sich auch um die Ausrüstung und organisiert finanzielle Unterstützung für die zwei Trainingsstätten.